# Етнографічне товариство Підкарпатської Русі
Етнографічне товариство Підкарпатської Русі — товариство, засноване 1935 року у Мукачеві з метою збирання, дослідження та збереження пам'яток побутової культури й фольклору Закарпаття. При Товаристві існував музей і виходили "Вісті Етнографічного товариства Підкарпатської Русі" під редакцією А. Балажа. До членів товариства належали А. Волошин (голова), М. Обідний, О. Приходько, Ю. Головацький, І. Панькевич та інші. 1939 Товариство припинило існування.